# Carlo Chiarlo

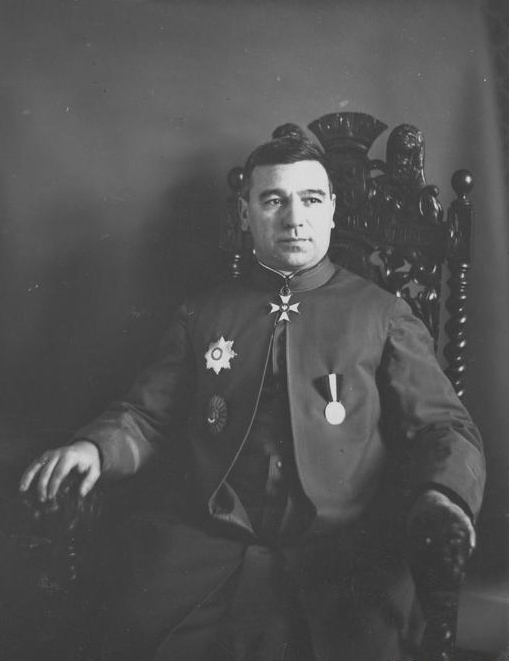
Carlo Chiarlo (1929)

Wapen

Carlo Chiarlo (Pontremoli, 4 november 1881 – Lucca, 21 januari 1964) was een Italiaans geestelijke en kardinaal van de Katholieke Kerk.
Chiarlo bezocht het seminarie van Lucca en het Angelicum in Rome. Hij werd op 28 mei 1904 priester gewijd. Hij doceerde vervolgens aan het seminarie in Lucca en deed daarnaast pastoraal werk. In 1917 werd hij als secretaris, later als chargé d'affaires toegevoegd aan de apostolische nuntiatuur in Peru. Paus Benedictus XV verleende hem in 1918 de eretitel van pauselijk kamerheer. In 1922 werd hij als auditor uitgezonden naar de nuntiatuur in Polen. 
Op 12 oktober 1928 benoemde paus Pius XI Chiarlo tot titulair aartsbisschop van Amida. Hij ontving zijn bisschopswijding uit handen van Pietro Gasparri, de kardinaal-staatssecretaris. Meteen na zijn wijding werd hij benoemd tot nuntius in Bolivia. Op 7 januari 1932 werd hij benoemd tot nuntius van Costa Rica, Honduras, Nicaragua en El Salvador. In 1941 haalde paus Pius XII hem terug naar Rome, waar hij de opdracht kreeg zich te ontfermen over krijgsgevangenen. In 1945 leidde hij een pauselijke missie naar het overwonnen Duitsland. In 1946 werd hij nuntius in Brazilië, waarhij tot 1953 zou blijven. In dat jaar werd hij benoemd tot Ridder Grootkruis in de Italiaanse Orde van Verdienste. Vanaf dat moment bleef hij in Rome, waar hij met de titel nuntius in algemene dienst was van het staatssecretariaat.
Tijdens het consistorie van 15 december 1958 creëerde paus Johannes XXIII hem kardinaal. Hij kreeg de Santa Maria in Portico als titelkerk. Kardinaal Chiarlo nam deel aan het de eerste sessies van het Tweede Vaticaans Concilie en aan het conclaaf van 1963 dat leidde tot de verkiezing van Giovanni Battista Montini tot paus Paulus VI. Hij overleed een jaar later in Lucca, en werd begraven op de gemeentelijke begraafplaats aldaar.

## Bron
- (en)  Bijdrage over Chiarlo op The Cardinals of the Holy Roman Church, met foto